# Knigge (Adelsgeschlecht)

Stammwappen der Knigge

Knigge ist ein niedersächsisches Adelsgeschlecht, das zum Calenbergischen Uradel gehört. Die meisten Familienmitglieder führen heute den historisch begründeten Namen „Freiherr (Freifrau) Knigge“.

## Geschichte

### Herkunft
Das Geschlecht soll ursprünglich aus der Gegend um Bremen stammen und ab dem 13. Jahrhundert in Mindischen Urkunden erscheinen. 1489 waren, so Luneburg Mushard, die letzten bremischen Besitzungen verkauft und die gesamte Familie wurde im Herzogtum Braunschweig-Lüneburg sesshaft.
Nach dem Genealogischen Handbuch des Adels wird das Geschlecht mit dem Ritter (miles) Ekbertus Knigge in einer am 26. Juni 1241 datierten Urkunde erstmals erwähnt. Er gehörte zur Burgmannschaft der Burg Pattensen in der Grafschaft Hallermund. Die Stammreihe beginnt mit dem 1233 und 1239 erwähnten „nobilis“ Henricus de Knick (Cnigke). Der Name leitet sich vermutlich vom Knick, einer mittelalterlichen Wallhecke, ab.

### Ausbreitung und Persönlichkeiten

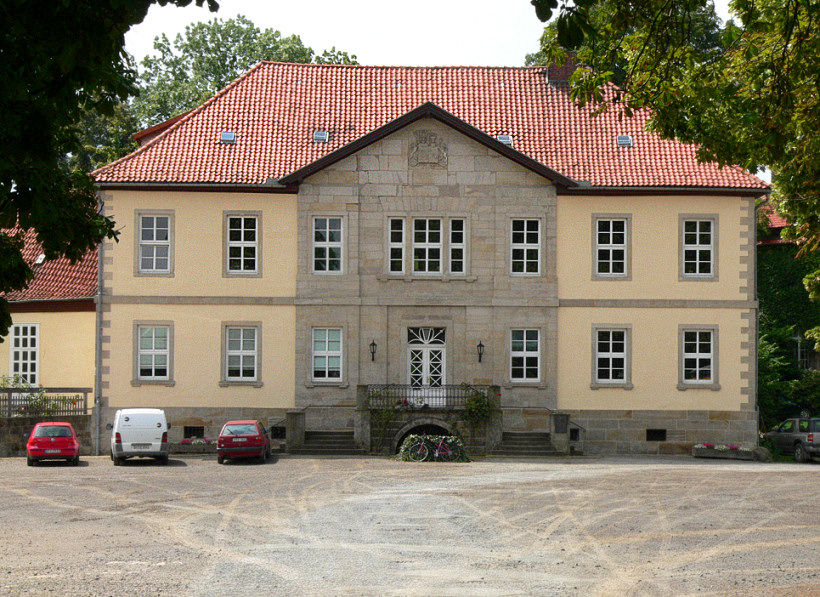
Das Herrenhaus des Ritterguts Bredenbeck, seit 1312 bis heute in Familienbesitz

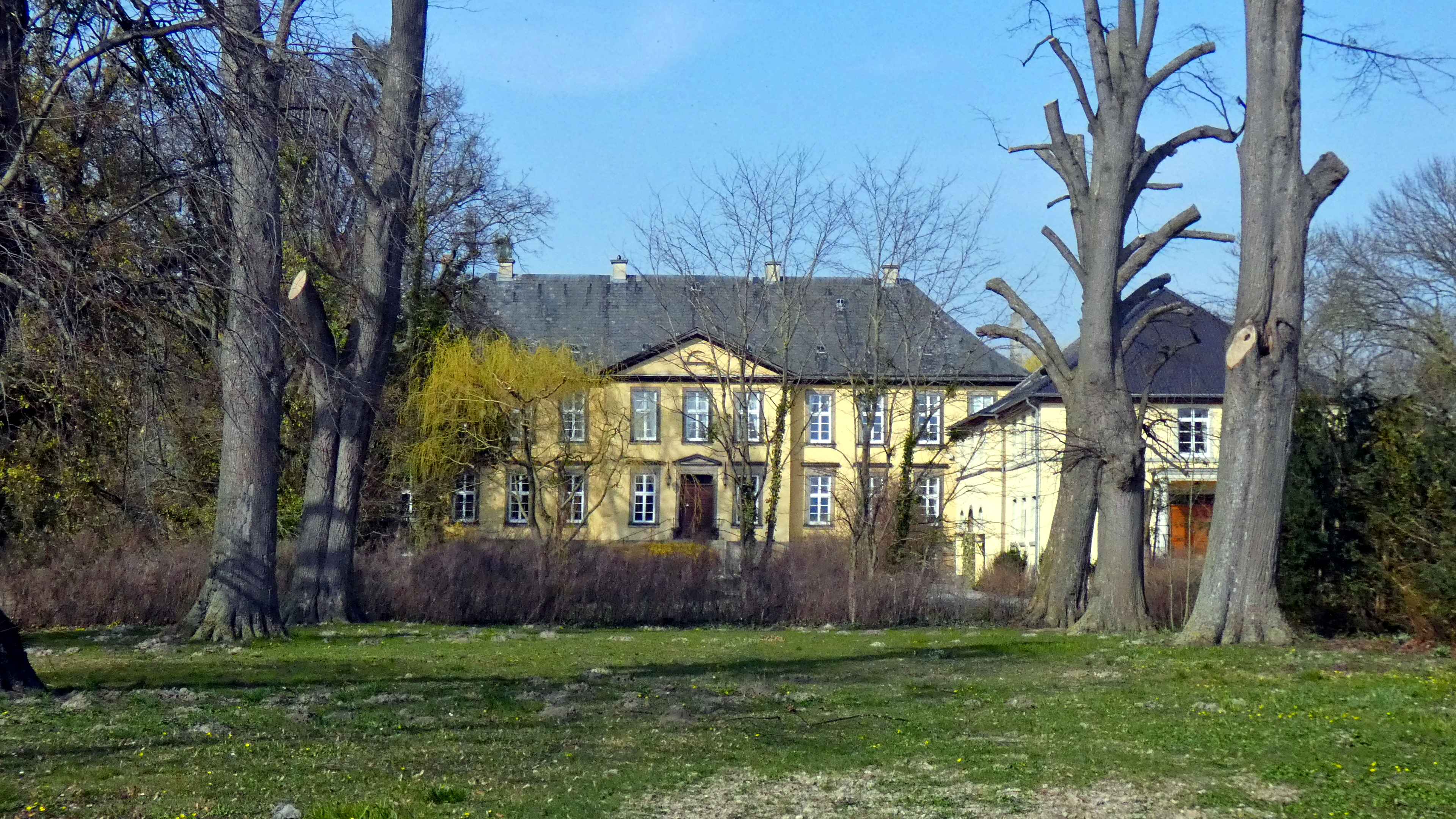
Das Herrenhaus des Ritterguts Leveste, seit 1370 bis heute in Familienbesitz

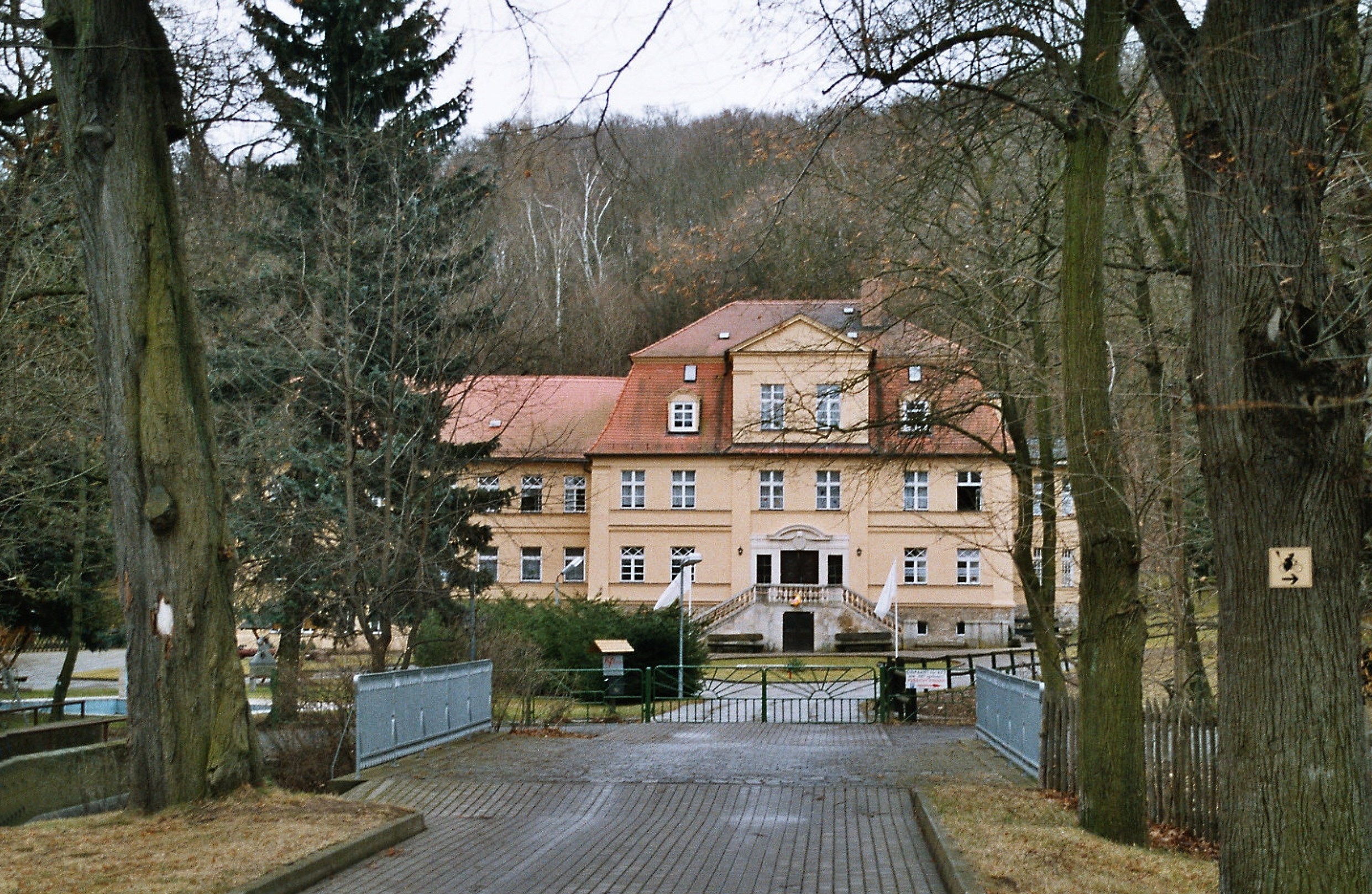
Schloss Harkerode

Hermann I. Knigge ist 1270 bis 1305 als Ritter mit Lehen zu Hemmingen erwähnt. Ludolf Knigge wird 1338 urkundlich als Ritter und Inhaber der Vogtei zu Pattensen erwähnt, wo die Familie auf einem ehemaligen Burgmannshof und späteren Rittergut bis heute ansässig ist. Die Ritter Knigge wurden 1312 auch Besitzer der Burg Bredenbeck, das sie zur stark befestigten Wasserburg ausbauten und ab dem Jahr 1338 bewohnten. Im Jahr 1370 belehnte der Herzog Magnus II. die Ritter Kniegen mit einer weiteren Wasserburg in Leveste. Diese wurde 1425 nach einer Vereinbarung von Herzog Bernhard I. mit dem Rat der Stadt Hannover abgerissen, da die Bürger der Stadt den nahen Versammlungsort kriegsbereiter Ritter fürchteten. Anstelle der Burg wurde ein Wasserschloss errichtet, daraus entstand von 1728 bis 1732 das barocke Levester Herrenhaus als ursprünglich dreiflügelige Anlage, das sich – wie die Güter in Pattensen und Bredenbeck – bis heute im Eigentum der Freiherren Knigge befindet. Die Familie gehört aufgrund des Eigentums an den Gütern in Bredenbeck (Burggut und Schlossgut), Leveste und Pattensen zum ritterschaftlichen Adel der calenbergischen Landschaft.
Otto und Hermann Knigge lebten 1353. Heinrich und Hans Knigge erscheinen 1373 urkundlich als Zeugen. Der älteste calenbergische Lehenbrief der Familie, stammt aus dem Jahre 1390.
Später, um 1650, wurde Jacob Knigge königlich schwedischer Generalleutnant. Freiherr Friedrich Ulrich von Knigge (1618–1683) starb als kaiserlicher Oberst und kurkölnischer Kammerherr. Sein Bruder Jobst Hilmar Freiherr Knigge (1605–1683) wurde kaiserlicher Feldmarschallleutnant und Kommandant von Glogau. Maximilian Friedrich Casimir Freiherr Knigge, der Sohn von Friedrich Ulrich, war herzoglich kurländischer Oberhofmarschall. Später wurde er in der Grafschaft Mansfeld zu Friedrichsrode besitzlich und konnte den freiherrlichen Stamm fortsetzen. Von seinen vier Söhnen wurde der älteste fürstlich braunschweig-wolfenbüttler Geheimrat, der zweite britischer und kurbraunschweiger Land- und Schatzrat, der dritte stand als Oberstwachtmeister und der jüngste als Rittmeister in königlich polnischen und kursächsischen Diensten.

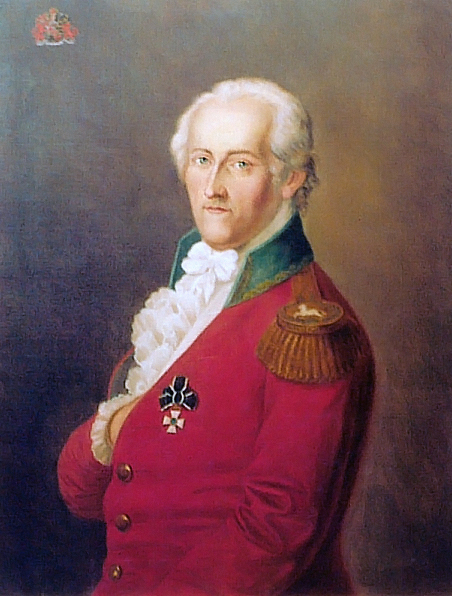
Adolph Freiherr Knigge
(1752–1796)

Aus der Zweiglinie zu Hannover kam Adolph Franz Friedrich Ludwig Freiherr Knigge (1752–1796), einer der bedeutendsten Vertreter der Familie. Er war der Autor des bekannten Werkes Über den Umgang mit Menschen, das 1788 in Hannover erstmals veröffentlicht wurde. Seit 1790 war er Oberhauptmann und erster Scholarch der Domschule von Bremen. Er starb dort 1796 und wurde im Bremer Dom beigesetzt. Seine Grabplatte ist dort noch heute zu sehen.
1678 wurde die Herrschaft Arnstein am Harz, im ehemaligen Mansfelder Gebirgskreis, wegen Insolvenz der Grafen von Mansfeld-Vorderort, mit Ausnahme der Burg Arnstein, an den Freiherren Knigge verpfändet. Im Jahre 1812 – im Königreich Westphalen unter Jérôme Bonaparte – kamen die Knigges in den endgültigen Besitz der Herrschaft Arnstein. Zum Besitz gehörten neben der Burg die Rittergüter in Pfersdorf (Arnstein), Endorf und Harkerode. Sie hatten dann um 1700 ein neues Schloss in Harkerode errichtet. Zeitweilig waren alle genannten Güter in einer Hand. Harkerode besaßen sie bis zur Enteignung 1945, ebenso die Burgruine Arnstein und das Rittergut Endorf. Der Besitz in Pfersdorf wurde bereits in den 1930er Jahren verkauft.
Eine Linie gelangte in die Mark Brandenburg und war 1681 zu Blankensee, Blankfeld, Goldbach und Schwiebus besitzlich. Angehörige dieser Linie waren auch in Schlesien zu Kuttlau bei Glogau und 1721 in Kurland zu Bixten begütert.
Nach den Enteignungen von 1945 und der Wende von 1990 betreibt die Familie neben Bredenbeck mittlerweile wieder das Gut in Endorf im Harz.

### Standeserhebungen
Die Knigge gehören zum niedersächsischen Uradel, der 1233 erwähnte Henricus de Knick führte ein von im Namen, im Mittelalter allerdings eher ein Herkunfts- bzw. besitzanzeigendes Prädikat als ein Adelsprädikat, das in späteren Generationen von den Knigges jedoch überwiegend nicht mehr geführt wurde. (Die Zugehörigkeit zum Adel wurde vor dem 17. Jahrhundert eher durch Wappenführung, Bezeichnungen wie miles (Ritter), Herr sowie durch die Zugehörigkeit zur korporierten Ritterschaft eines Landes dokumentiert, als durch Adelsprädikate.) Einzelne Namensträger führten aber das „von“, jedenfalls vor der Freiherren-Erhebung, um ihren Adelsstand zum Ausdruck zu bringen, anderen wurde es von dritter Seite „angehängt“.
Am 19. Juni 1665 erhielten die Brüder Jobst Hilmar Knigge, kaiserlicher Oberstfeldwachtmeister, und Friedrich Knigge, kaiserlicher Oberst und kurkölnischer Kammerherr, zu Wien den Reichsfreiherrenstand mit der Anrede Wohlgeboren und eine Wappenbesserung. Beide erhielten am 20. September 1670 eine kurfürstlich sächsische Anerkennung. Maximilian Freiherr Knigge auf Bixten und sein Bruder Georg Freiherr Knigge auf Strasden wurden am 19. Juni 1763 bei der Kurländischen Ritterschaft immatrikuliert. Ebenso August Freiherr Knigge auf Zehren am 4. März 1863.

## Wappen

### Stammwappen
Das Stammwappen ist geteilt, oben in Silber ein wachsender zweischwänziger goldgekrönter roter Löwe, unten von Rot und Silber dreimal geteilt. Auf dem Helm mit rot-silbernen Helmdecken ein offener rechts roter, links silberner Flug.

### Freiherrliches Wappen

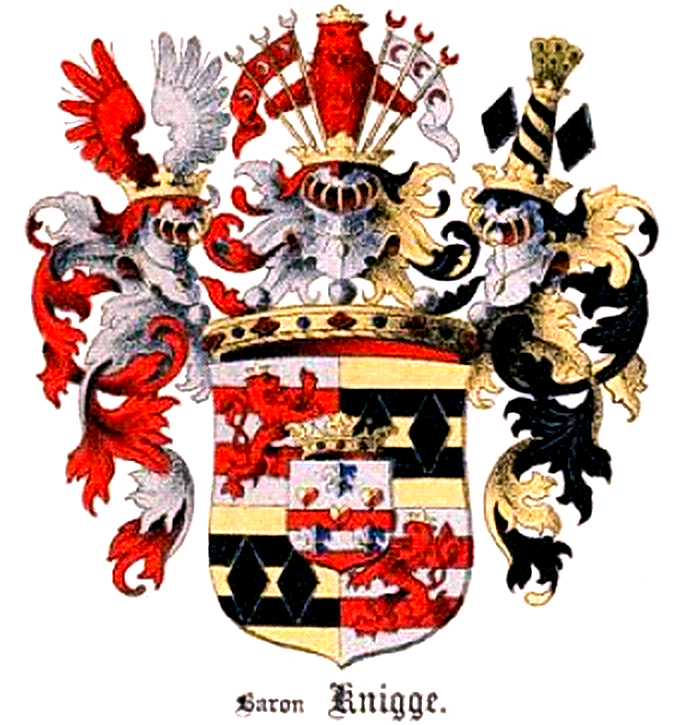
Wappen der Freiherren Knigge

Das 1665 verliehene reichsfreiherrliche Wappen ist geviert und belegt mit einem gekrönten silbernen Mittelschild, darin ein von Rot und Gold geteilter und mit drei (2, 1) blauen Lilien belegter Balken, begleitet von drei (2, 1) roten Herzen. 1 und 4 das Stammwappen, darin der Löwe einwärts wachsend. 2 und 3 in Gold zwischen zwei schwarzen Balken, zwei schwarze Rauten nebeneinander. Das Wappen hat drei Helme mit rechts rot-silbernen und links schwarz-goldenen Helmdecken. Auf dem rechten ein offener rechts roter, links silberner Flug (Stammhelm), auf dem mittleren ein sitzender vorwärts gekehrter roter Löwe, in jeder Vorderpranke drei nach auswärts abfliegende, mit silbernem Halbmond belegte rote Fähnchen an mit silbernen Halbmond besetzten silbernen Stangen haltend. Auf dem linken eine schräglinks stehende, mit einem natürlichen Pfauenwedel besteckte, gekrönte und dreimal schwarz gestreifte goldene Säule, beseitet von je einer schwarzen Raute.

Als Schildhalter zwei gekrönte rote Löwen.

### Orts- und Gemeindewappen
Elemente aus dem Wappen der Familie Knigge erscheinen in einigen niedersächsischen Orts- und Gemeindewappen.

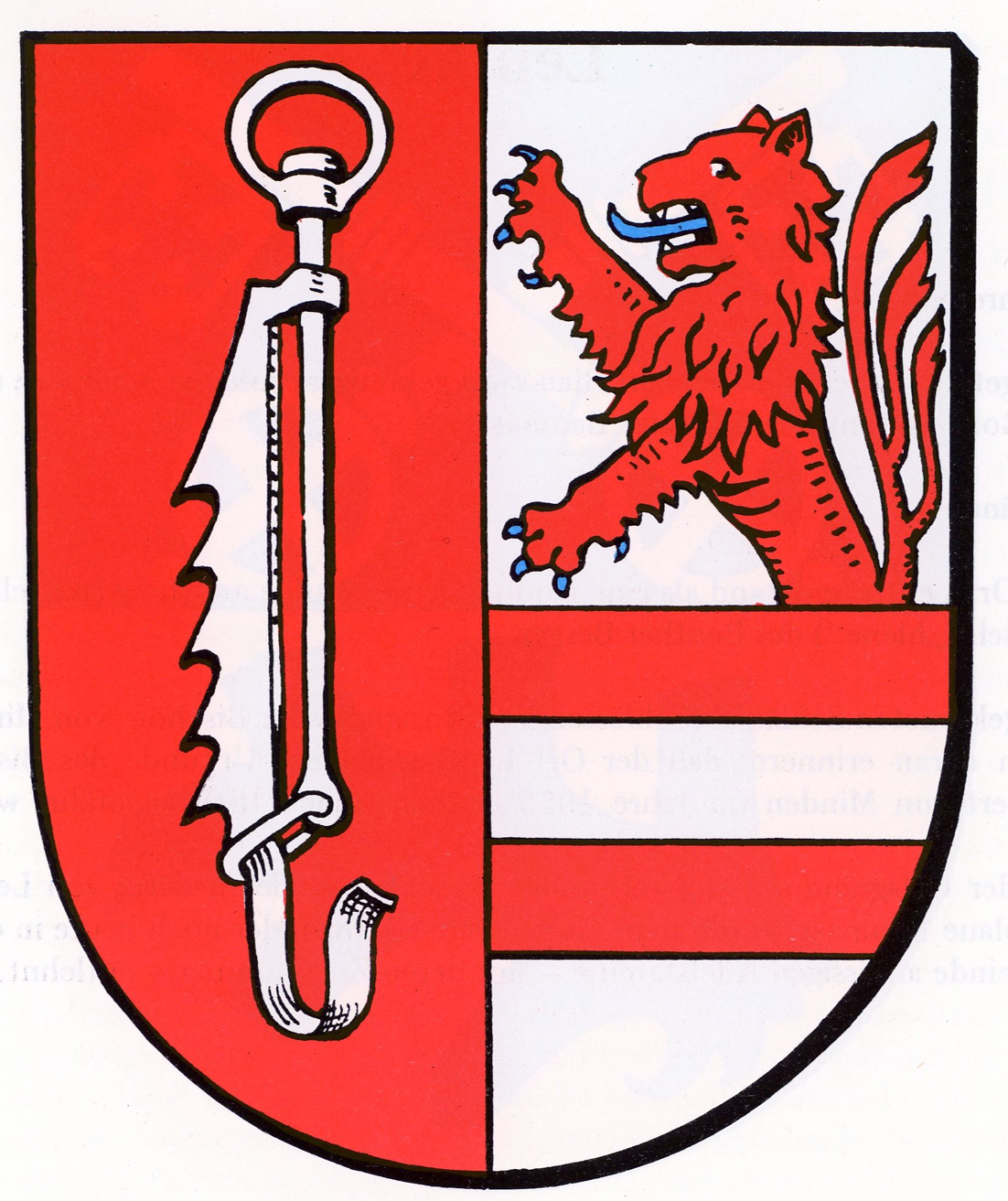
Wappen von Leveste, Stadtteil von Gehrden
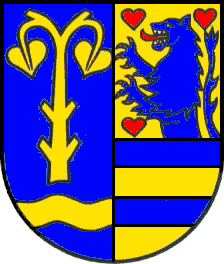
Wappen von Beienrode, Ortsteil von Königslutter

## Bekannte Namensträger
- Jobst Hilmar von Knigge (1605–1683), kaiserlicher Feldmarschallleutnant
- Friedrich Ulrich von Knigge (1618–1683), kaiserlicher Obrist
- Georg Ernst von Knigge (1651–1705), deutscher Verwaltungsbeamter und Amtshauptmann
- Maximilian Friedrich Casimir von Knigge (1653–1721), kurländischer Oberhofmarschall
- Adolph Freiherr Knigge (1752–1796), deutscher Schriftsteller und Namensgeber des „Knigge“.
- Wilhelm Carl Ernst Freiherr Knigge (1771–1839), Kgl. Hann. Schloßhauptmann u. Landrat, brachte die Güter Bredenbeck und Pattensen wieder in den Besitz der Familie[9]; Sohn des Georg Wilhelm (1731–1801) und der Henriette Louise von Pfuel (1735–1798), ebenso Grundherr in Endorf[10]
- Philippine Freiin Knigge (1775–1841), Tochter des Adolph Knigge, Schriftstellerin und Aphoristikerin
- August Freiherr Knigge (1854–1931), Rittmeister und Parlamentarier
- Wilhelm Freiherr Knigge (1863–1932), Rittergutsbesitzer und Mitglied des Deutschen Reichstags
- Moritz Freiherr Knigge (1968–2021), deutscher Unternehmensberater

## Literatur

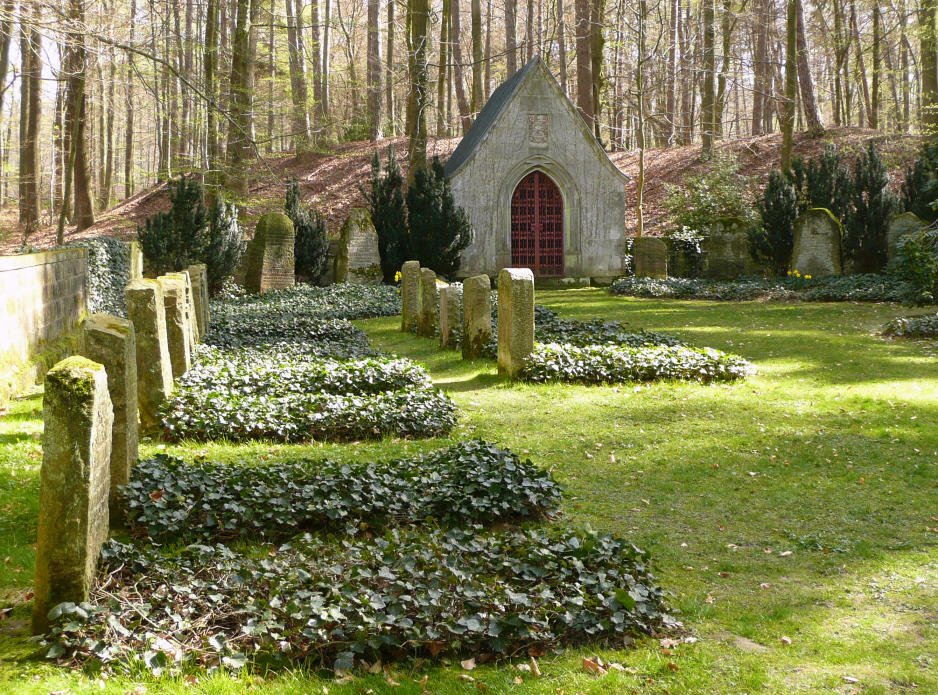
Friedhof der Familie im Deister bei Bredenbeck